# Bolesław Strzelecki
Bolesław Strzelecki né le 10 juin 1896 à Poniemoniu (Podlaskie) et mort le 2 mai 1941 à Auschwitz est un prêtre catholique polonais, martyr de la Seconde Guerre mondiale et bienheureux de l'Église catholique.
Bolesław Strzelecki étudie au Wyższe Seminarium Duchowne w Sandomierzu (pl) séminaire de Sandomierz et il reçoit le 21 décembre 1918 l'ordination sacerdotale. Il exerce son ministère  à Ostrowiec Świętokrzyski et à Radom . 
Il devient par la suite supérieur des écoles à Radom, et ensuite recteur du monastère bénédictin attaché à l'église de la Sainte Trinité à Radom et curé de la Parafia Najświętszego Serca Jezusowego w Radomiu (pl) (paroisse du Sacré-Cœur de Jésus à Radom) Glinice (Radom) (pl) à Glinice. Dans cette paroisse aussi, il multiplie les secours aux plus pauvres et aux plus défavorisés.
Après l'invasion nazie de 1939,  la Pologne entre en résistance.
Bolesław Strzelecki est arrêté en janvier 1941 pour avoir aidé des prisonniers de guerre évadés. Il est emmené dans le camp de concentration nazi d' Auschwitz. Il meurt après avoir été battu avec un bâton de chêne par un vorarbeiter allemand de Nitas.
Il était appelé « Saint-François de Radom » et sa mémoire est pérenne de nos jours . Le 6 mai 1950 les habitants de Radom se réunirent et firent apposer une plaque sur l'église du Sacré-Cœur de Jésus, le décrivant comme un éducateur aimé de la jeunesse et un prêtre entier avec une extraordinaire gentillesse de cœur, protecteur des plus pauvres. 
Il est béatifié le 13 juin 1999 à Varsovie avec les 107 autres martyrs polonais de la Seconde Guerre mondiale par le pape Jean-Paul II.

## Sources
- (en) Cet article est partiellement ou en totalité issu de l’article de Wikipédia en anglais intitulé « Bolesław Strzelecki » (voir la liste des auteurs).